# Racek šedohlavý
Racek šedohlavý (Chroicocephalus cirrocephalus) je středně velkým jihoamerickým a africkým druhem racka z rodu Chroicocephalus.

## Popis

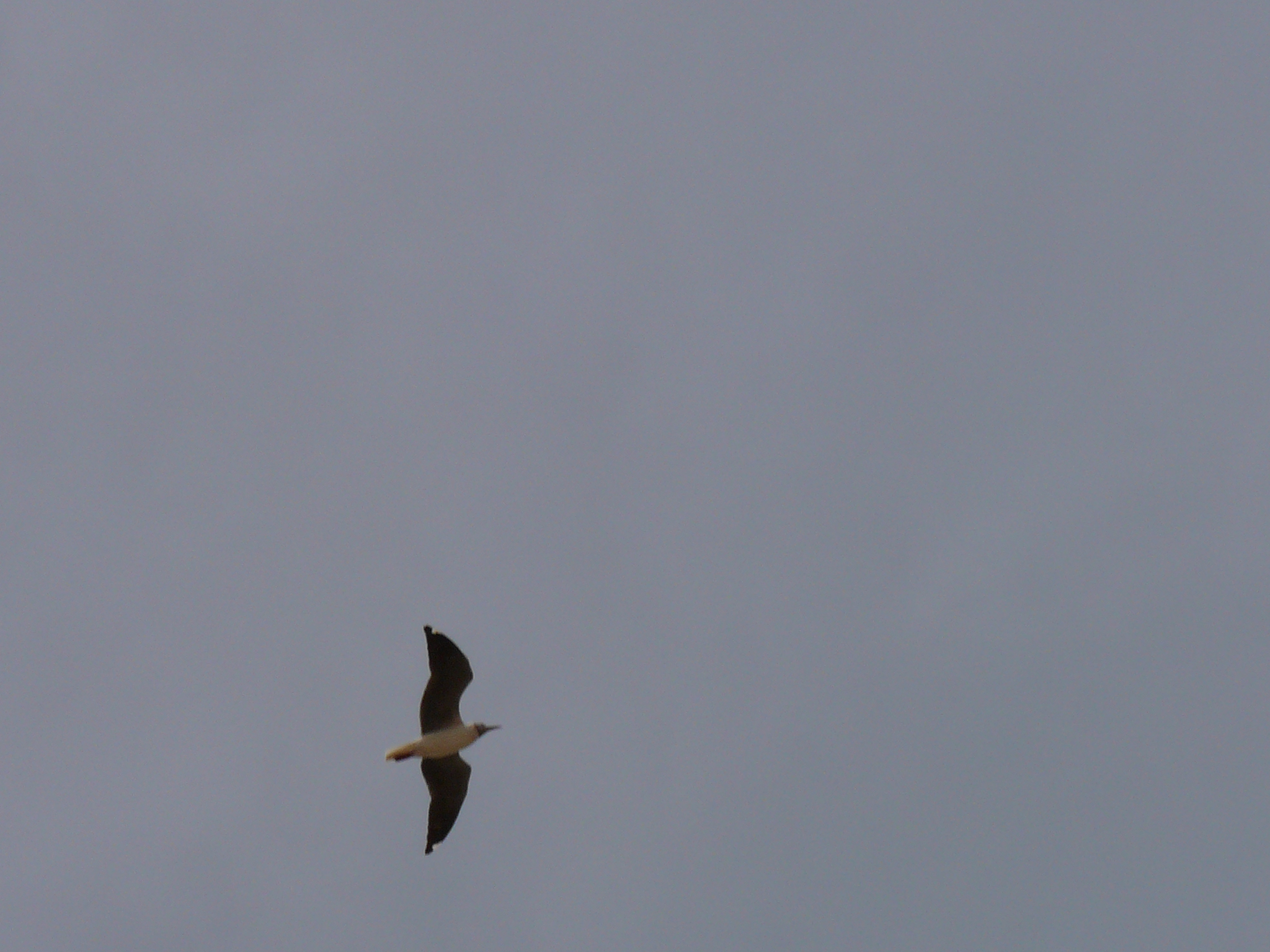
Dospělý pták v letu, s patrnými bílými skvrnami u špiček letek

Dospělí ptáci se na první pohled podobají racku chechtavému, mají však odlišnou kresbu špičky křídla a zbarvení hlavy. Hlava je ve svatebním šatu světle šedá, s tmavším proužkem oddělujícím ji od bílého krku. Tělo a ocas jsou bílé, hřbet a křídla světle šedá; krajní ruční letky jsou bílé s černou kresbou, před špičkou krajních dvou letek jsou bílé skvrny. Nohy jsou červené, zobák tmavě červený. V prostém šatu (v zimě) je kresba hlavy omezena na skvrny u oka, na temeni a na zadním okraji hlavy. Zobák má tmavou špičku. Mladí ptáci se podobají dospělým ptákům v prostém šatu, pouze křídelní krovky mají hnědé špičky, chybí bílé skvrny před špičkami krajních letek a ocas je ukončen černou páskou.

## Výskyt

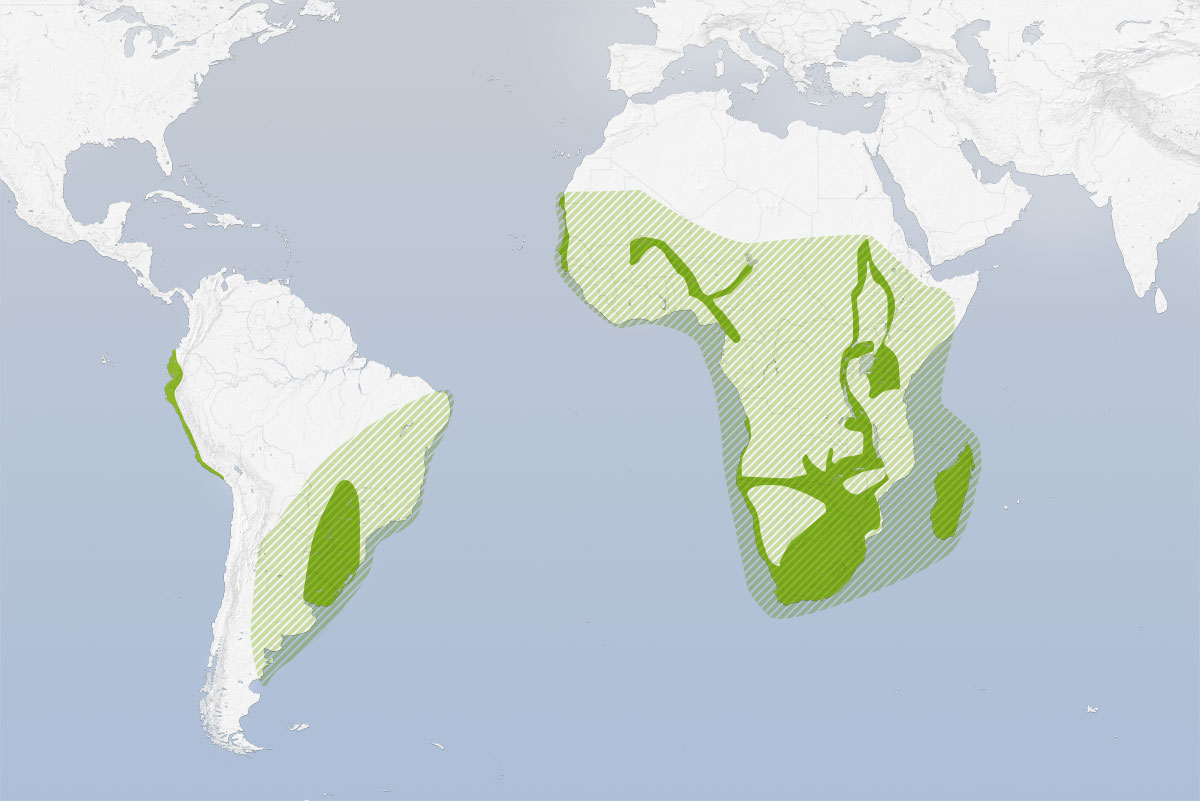
Výskyt

Racek šedohlavý hnízdí ve dvou poddruzích na dvou kontinentech.
Poddruh Ch. c. cirrocephalus hnízdí v Jižní Americe v Brazílii, Argentině, Uruguayi, Paraguayi a Bolívii; status v západní části kontinentu je nejasný, zřejmě hnízdí v Ekvádoru a Peru. V mimo hnízdní době se rozptylují směrem na sever; toulaví ptáci byli zjištěni až v Panamě a na Floridě (jediný severoamerický záznam druhu).

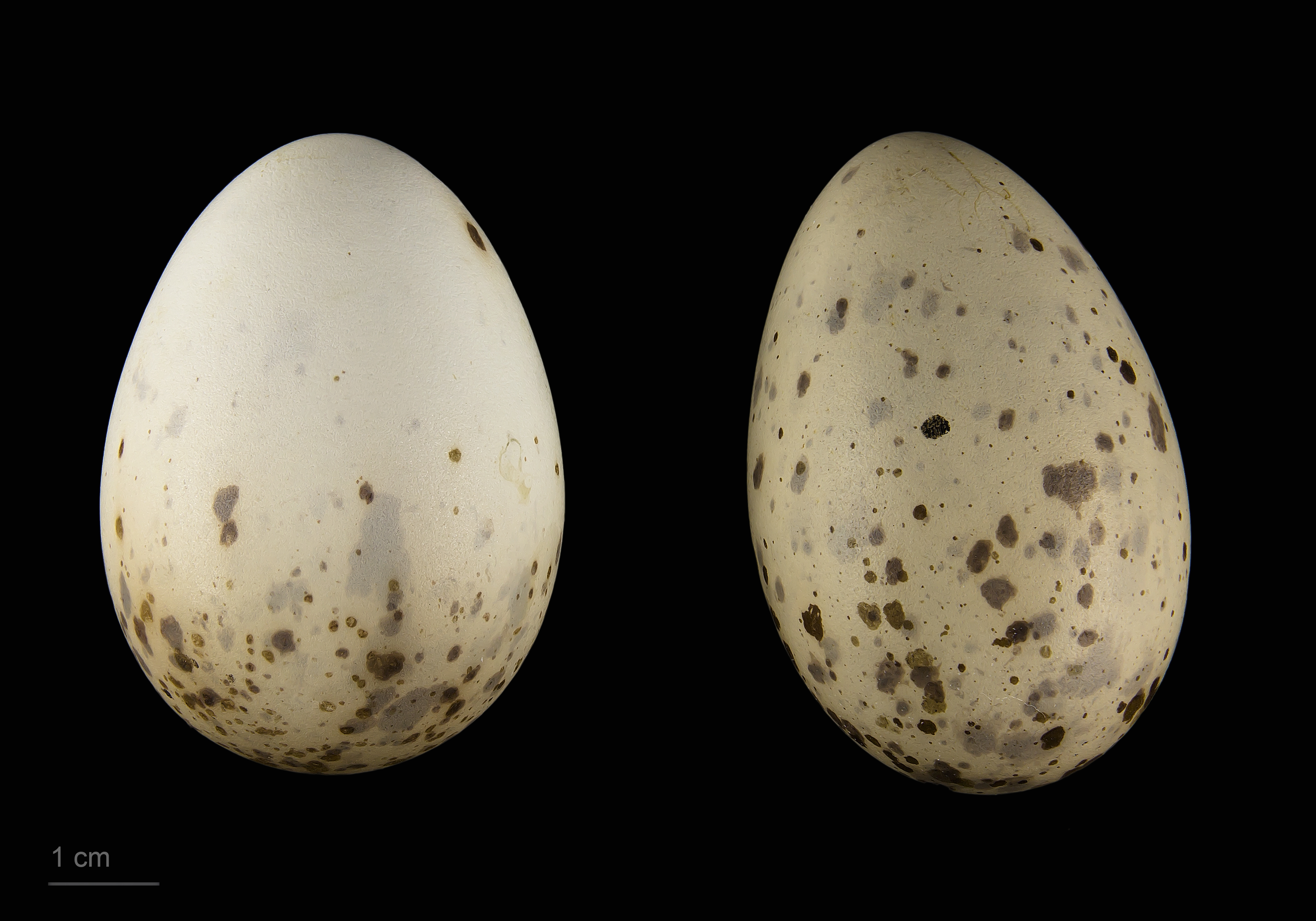
Chroicocephalus cirrocephalus

Poddruh Ch. c. poliocephalus hnízdí v subsaharské Africe na sever po Gambii a jezera středoafrické příkopové propadliny. V mimo hnízdní době se jižní populace rozptylují směrem k severu. Zatoulaní ptáci byli zjištěni daleko na severu ve Španělsku, Gibraltaru, Izraeli, Egyptě, Saúdské Arábii a Jemenu.